# Улица Августовских Событий (Владикавказ)
Улица Августовских Событий — улица во Владикавказе, Северная Осетия, Россия. Находится в Промышленном муниципальном округе между улицами Кирова и Чапаева. Начало от улицы Кирова.

## Расположение
Улица Августовских Событий пересекается с улицами Льва Толстого, Титова, Чкалова, Олега Кошевого и Курской.
От улицы Августовских Событий на восток начинается Павловский переулок. С запада заканчиваются улица Торчинова и Покровский переулок.
Пересекает бульвар, являющийся памятником природы.

## История
Улица названа в память Августовских событий — эпизода Гражданской войны во Владикавказе, произошедшего в августе 1918 года.
Улица образовалась в середине XIX века. Отмечена на плане г. Владикавказа «Карты Кавказского края» как Воздвиженская улица.
В августе 1918 года улица стала местом упорных сражений между казаками, офицерами и осетинами с одной стороны и красноармейцами с другой стороны. На этой улице в одном из зданий находился штаб обороны Владикавказа, которым руководил Серго Орджоникидзе.
25 октября 1922 года постановлением Исполкома Владикавказского Городского Совета рабочих, крестьянских и красноармейских депутатов (протокол № 41, § 1, п. 10) Воздвиженская улица была переименована в улицу Августовских Событий: «В ознаменование 5-й годовщины Октябрьской Революции Исполком постановил: переименовать улицу Воздвиженскую в улицу им. Августовских событий 1918 г.». Упоминается также под современным названием в Перечне улиц, площадей и переулков 1925 года.
16 марта 2005 года решением Собрания представителей города Владикавказа, часть улицы Августовских Событий от улицы Чкалова до улицы Чапаева была переименована в улицу Кулова, в память о государственном деятеле Северной Осетии Кубади Кулове:

«За большой вклад в восстановление народного хозяйства Северной Осетии в военное и послевоенное время, многолетний созидательный труд и организаторские способности в руководстве республикой двадцать четвёртая сессия Собрания представителей г. Владикавказа решает: переименовать часть улицы Августовских событий (от улицы Чкалова до улицы Чапаева) в улицу имени Кубади Дмитриевича Кулова».

17 ноября 2009 года решением Ленинского районного суда, улице Кулова возвращено прежнее наименование улица Августовских Событий.
Здания расположенные по чётной и нечётной сторонам участка между улицами Титова и Чкалова, в период 1960-90 гг. XX столетия, были объектами ОВЗРКУ ПВО имени генерала армии И. А. Плиева

## Объекты на улице
Объекты культурного наследия:
- д. 3 — памятник истории. Бывший дом купца Али Абасова. В этом доме в 1918—1919 годах жил полный Георгиевский кавалер, командир Красной Армии Оскар Эдуардович Фрейтаг[10].
- д. 12/ Льва Толстого, 12 — памятник истории. Дом, где в 1925—1933 гг. жил ученый-зоотехник Владимир Исидорович Де-Фриу[11].
- д. 20 — памятник архитектуры[11].
- д. 29 — памятник архитектуры[11].
- д. 35 — памятник истории. Здание, где в 1943—1946 гг. размещалось 3-е Орджоникидзевское военно-пехотное училище[11].
- д. 36 — памятник истории. Здание, где в 1940—1942 гг. размещалось 2-е Орджоникидзевское военно-пехотное училище[11].
- д. 41 — памятник архитектуры федерального значения. Здание, где в 1918 г. находился штаб обороны г. Владикавказа от белогвардейцев, возглавляемый Григорием Константиновичем Орджоникидзе[11].

Другие объекты:
- Церковь Покрова Пресвятой Богородицы[12]. Построена в 1947 году на средства Георгия и Наталии Шиолашвили, родителями грузинского католикоса Илии II[4].

## Транспорт
Ближайшие остановки трамвая: «Улица Кирова/Проспект Мира» (находится на проспекте Мира), «Улица Августовских Событий» (на улице Чкалова), «Улица Олега Кошевого» (на улице Камалова) и «Улица Чапаева» (на улице Чапаева).
С 1904 по 1935 год по Воздвиженской улице (Августовских Событий) от Госпитальной улицы до Северо-Степной улицы проходила трамвайная линия узкой колеи.
Во второй половине XX века по улице Августовских Событий проходила трасса городского автобусного маршрута № 4.

## Источник
- План г. Владикавказа. (Фрагмент. «Карта Кавказского края», Издание картографического заведения А. Ильина. СПб, 60-70-е гг. XIX в.).
- Владикавказ. Карта города, 2011.
- Кадыков А. Н. Улицы, переулки, площади и проспекты г. Владикавказа: Справочник. — Респект, 2010. — С. 13—15 — С. 512 — ISBN 978-5-905066-01-6
- Киреев Ф. С., По улицам Владикавказа, изд. Респект, Владикавказ, 2014, стр. 7 — 8, ISBN 978-5-905066-18-4.
- Торчинов В. А., Владикавказ., Краткий историко-краеведческий справочник, Владикавказ, Северо-Осетинский научный центр, 1999, стр. 90, 91, 94, 99, ISBN 5-93000-005-0